# Fre regeneratiu

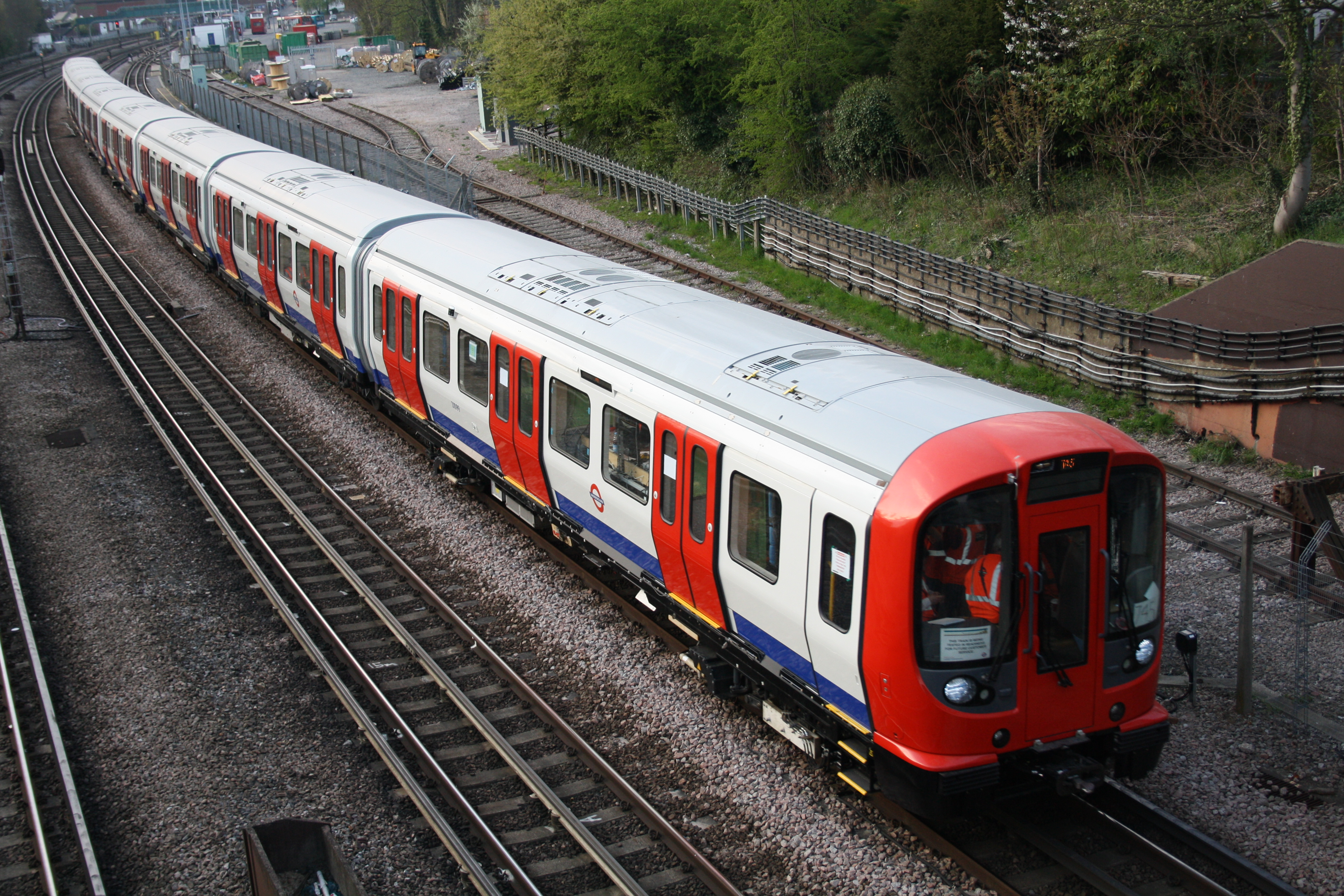
El S7/8 Stock del metro de Londres pot tornar al voltant del 20% del seu consum d'energia a la xarxa.

El fre regeneratiu és un dispositiu que permet reduir la velocitat d'un vehicle transformant part de la seva energia cinètica en energia elèctrica. Aquesta energia elèctrica és emmagatzemada per a un ús futur.
El fre regeneratiu en trens elèctrics alimenta la seva font d'energia. En vehicles de bateries i vehicles híbrids, l'energia s'emmagatzema en un banc de bateries o un banc de condensadors per a un ús posterior.
El fre regeneratiu és un tipus de fre dinàmic. Un altre tipus de fre dinàmic és el fre reostàtic, mitjançant el qual l'energia elèctrica generada en la frenada és dissipada en forma de calor.
El frenat tradicional, basat en la fricció, se segueix usant juntament amb el regeneratiu per les següents raons:
- El frenat regeneratiu redueix, de manera efectiva, la velocitat a nivells baixos.
- La quantitat d'energia a dissipar està limitada a la capacitat d'absorció d'aquesta per part del sistema d'energia, o l'estat de càrrega de les bateries o els condensadors. Un efecte no regeneratiu pot ocórrer si un altre vehicle connectat a la xarxa subministradora d'energia no la consumeix, o si les bateries o condensadors estan carregats completament. Per aquesta raó és necessari comptar amb un fre reostàtic que absorbeixi l'excés d'energia.

## El motor com a fre
Els frens regeneratius es basen en el principi que un motor elèctric pot utilitzar com a generador. El motor elèctric de tracció es reconnecta com a generador durant el frenat, i les terminals d'alimentació es converteixen en subministradores d'energia la qual es condueix cap a una càrrega elèctrica, és aquesta càrrega la que provoca l'efecte de frenada.
Un exemple primerenc d'aquest sistema va ser el fre regeneratiu desenvolupat el 1967 per al vehicle Amitron de American Motors Corporation (AMC) i Gulton Industries. Aquest vehicle era accionat completament per bateries en fase prototip que es recarregaven per fer el frenat regeneratiu, el que incrementava el rendiment de l'automòbil.

## Funcionament en un tren elèctric
Durant la frenada, es modifiquen les connexions del motor de tracció mitjançant un dispositiu electrònic, perquè funcioni com un generador elèctric. Per exemple, els motors de corrent continu brushless (de l'anglès, sense escombretes), expliquen, normalment, amb sensors d'efecte Hall per determinar la posició del rotor del motor, cosa que permet tenir informació del vehicle i calcular com s'ha de frenar el corrent generat en el motor cap als sistemes d'emmagatzematge, que poden ser bateries o supercondensadors.
Els camps del motor es connecten al motor principal de tracció i les armadures del motor es connecten a la càrrega. El motor de tracció excita els camps, les rodes del vehicle, ja sigui un automòbil, un troleibús, o una locomotora, en girar mouen les armadures i els motors actuen com a generadors. Quan els motors funcionen com a generadors, el corrent generat en ells es pot fer passar a través de resistències elèctriques, el que donaria lloc a un frenat reostàtic. Si s'envia a la línia de subministrament, en el cas d'un troleibús o una locomotora, o a les bateries o a un supercondensador, en el cas d'un vehicle autònom i independent d'una línia de corrent, s'estaria parlant de frenat regeneratiu.
Si el moviment del vehicle és desaccelerat, el flux de corrent a través de l'armadura del motor durant aquest frenat deu ser contrari al que es fa servir per accionar el motor. Això s'explica perquè l'esforç de frenada és proporcional al producte de la força magnètica de les línies de camp multiplicat per la velocitat angular de l'armadura.

## Comparació entre fre reostàtic i regeneratiu
Els frens reostàtics, a diferència dels regeneratius, dissipen l'energia elèctrica en forma de calor en fer circular el corrent generat durant la frenada, a través d'enormes bancs de resistències variables o reòstats. Els frens reostàtics s'utilitzen en carretons elevadors i troleibusos, a més de les locomotores elèctriques i dièsel.
La calor generada per les resistències pot servir per escalfar l'interior del vehicle. Si la calor es dissipa a l'exterior, es fa a través de caputxes enormes dissenyades per albergar els bancs de resistències.
El principal desavantatge dels frens regeneratius comparats amb els reostàtics és la necessitat d'igualar el corrent generat amb el subministrat. Amb les fonts de corrent continu, això requereix que el voltatge sigui controlat estrictament. Només amb el desenvolupament de l'electrònica va ser possible utilitzar fonts de corrent altern, ja que la freqüència del subministrament també ha de ser igualada.
Alguns ferrocarrils de muntanya han usat corrent trifàsic per accionar motors trifàsics d'inducció. Això redunda en una velocitat gairebé constant mentre el motor funciona amb la freqüència necessària en avançar o en frenar.